# 천연물

파클리탁셀(PTX, 탁솔)은 서양주목(Pacific yew)에서 추출한 천연물이다

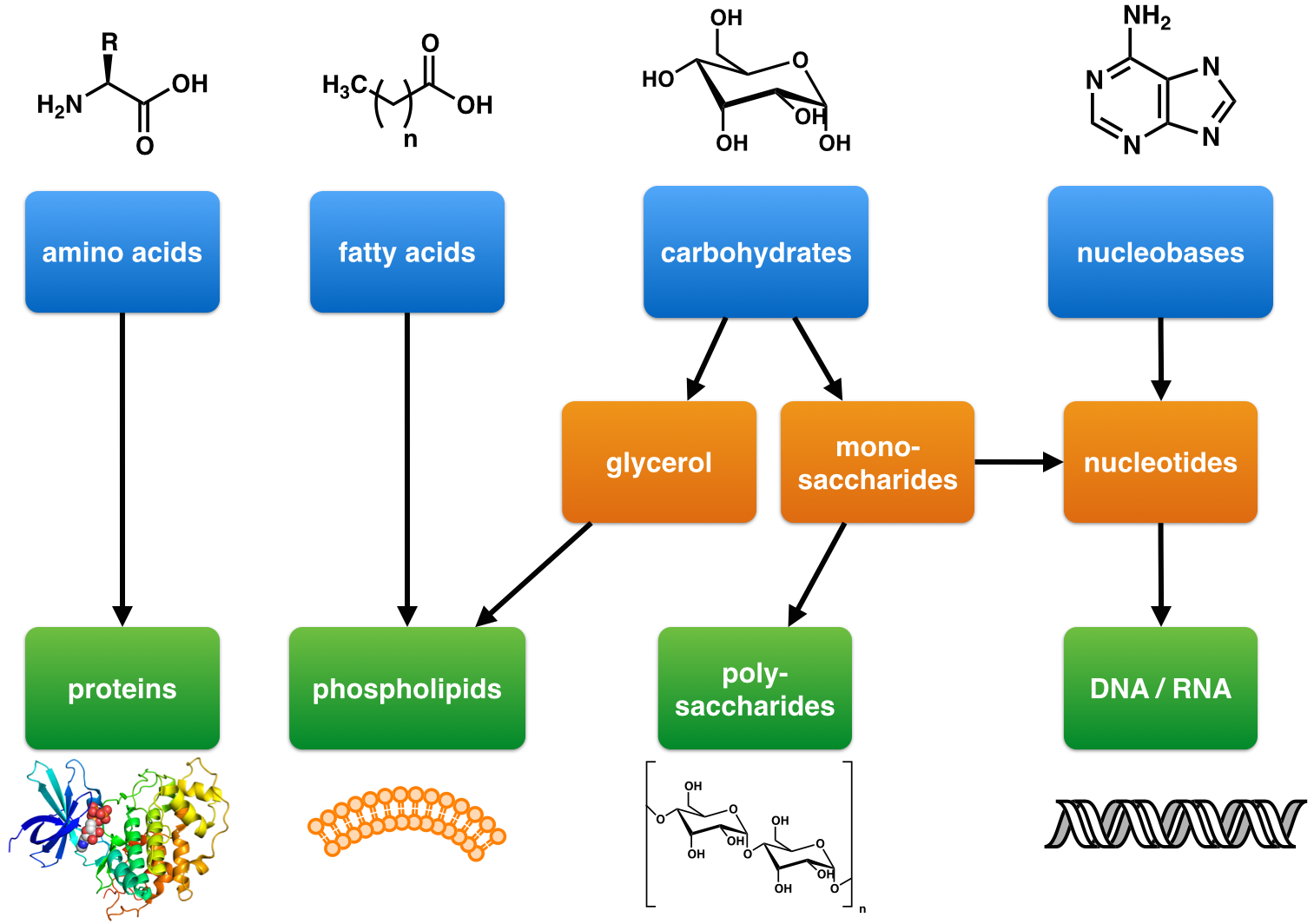
생물의 기초 요소

이차 대사산물 대분류의 대표적인 예시

천연물계 의약품의 대표적인 예시

천연물(天然物, 영어: natural product, NP)은 '천연에서 산출되는 자연물' 또는 '생명체가 생산하는 생리활성물질'이다. 살아 있는 유기체인 생물(동물, 식물, 미생물)에 의해 생성되며, 자연계에서 발견되는 화합물 또는 대사산물의 총칭이다. 가장 넓은 의미에서, 천연물에는 인간의 개입없이 생명체에 의해 생성되는 물질(추출물 또는 광물)이 포함된다. 식물성 화학물질인 피토케미컬도 천연물의 일종이다. 참고로, 천연물은 천연물 과학(천연물화학)의 주요 연구 대상이다.
천연물은 약리활성이나 생리활성(bioactive)이 있어 신약 개발이나 신약 디자인에 도움을 주는 생물에 의하여 만들어지는 물질이다. 합성에 의하여 공급되어도 그 구조가 생물에 의하여 만들어진 것과 같으면 천연물이라 부른다. 생명공학에서 천연물은 바이오 화장품 또는 바이오코스메틱(biocosmetics)의 원료가 되기도 한다.
천연물은 화학 합성인 반합성과 총합성에 의해 제조될 수 있으며, 유기화학 분야의 발전에 핵심적인 역할을 해왔다. 천연 제품이라는 용어는 상업적 목적으로 화장품, 식이 보충제 및 인공 재료를 첨가하지 않은 천연 자원(natural sources)에서 생산된 제품을 지칭하기 위해 확대되었다.
유기화학 분야에서 천연물의 정의는 대개 일차 대사또는 이차 대사를 통해 생성된 천연 원료로부터 분리된 정제 유기 화합물로 제한된다.
의화학 분야의 정의는 종종 2차 대사 산물에만 국한된다.
2차 대사 산물은 생존에 필수적이지는 않지만 그럼에도 불구하고 진화적 이점을 주는 유기체를 제공한다.
많은 2차 대사 산물은 세포독성을 가지며 먹이, 포식자(사냥을 하는 유기체) 및 경쟁 생물에 대한 '화학전'(chemical warfare)의 일환으로 사용하기 위해 진화 과정을 거쳐 선택되고 최적화되었다.
천연물은 때로는 질병 치료를 위한 전통 의약품(민간요법)으로서 치료 효과가 있으며 신약 개발(drug discovery)을 위한 선도 물질(lead compound)로서 활성화 성분을 얻는데 도움을 준다. 천연물은 수많은 미국 FDA 승인 의약품에 영향을 미쳤지만, 신뢰할 수 없는 접근과 공급, 대량 생산 · 재배 및 개발의 어려움, 지적 재산 문제, 계절적 또는 환경적 조성의 다양성, 멸종률 상승(증가)으로 인한 원천 손실 등으로 천연자원에서 유래한 신약 개발에 대한 제약 회사의 관심이 감소하고 있다.
푸른곰팡이에서 추출한 페니실린과 아편의 주요 성분 중 하나인 모르핀, 바다달팽이 독성분으로 만든 진통제 지코노타이드, Prialt), 혈액순환 개선제로 쓰이는 은행잎 추출물 플라본글리코사이드 또는 플라보놀 배당체와 테르펜, 상동나무 가지(STB) · 잎(STL) · 열매에서 추출하며 항산화 · 항염증 · 비만 치료 등에 효과적인 플라보노이드 추출물, 태평양 주목나무에서 추출한 천연 항암제 탁솔(taxol), 쑥(애엽)에서 추출한 위염 전문치료제 스트렌 정(Stren Tab.), 병풀 또는 적설초의 센텔라정량추출물(asiaticoside, asiatic acid, madecassoside)로 만든 마데카솔, 황련과 아이비엽을 1:3 비율로 추출해서 제조한 기관지염 치료제 시네츄라 시럽, 하고초(꿀풀) 추출물이 들어있어 관절 질환 및 관절염 치료에 효과적인 조인스정 등이 대표적인 천연물 의약품이다.

## 원천

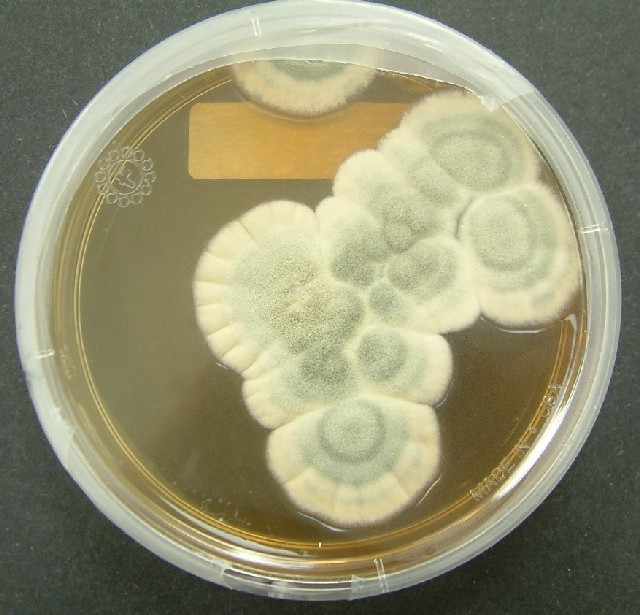
항생제 페니실린은 푸른곰팡이에서 추출한 천연물이다.

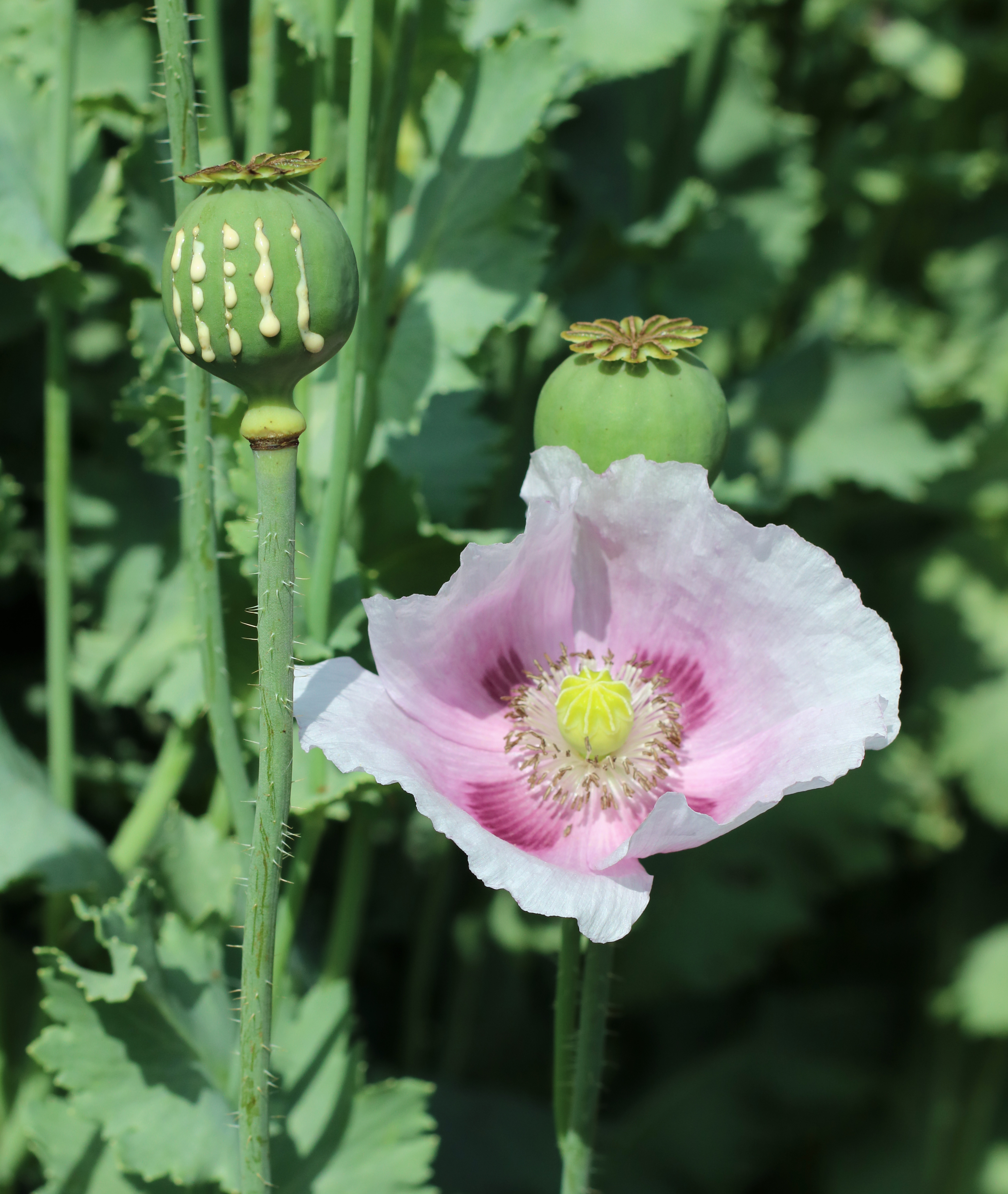
아편 진통제인 모르핀은 양귀비에서 추출한 천연물이다

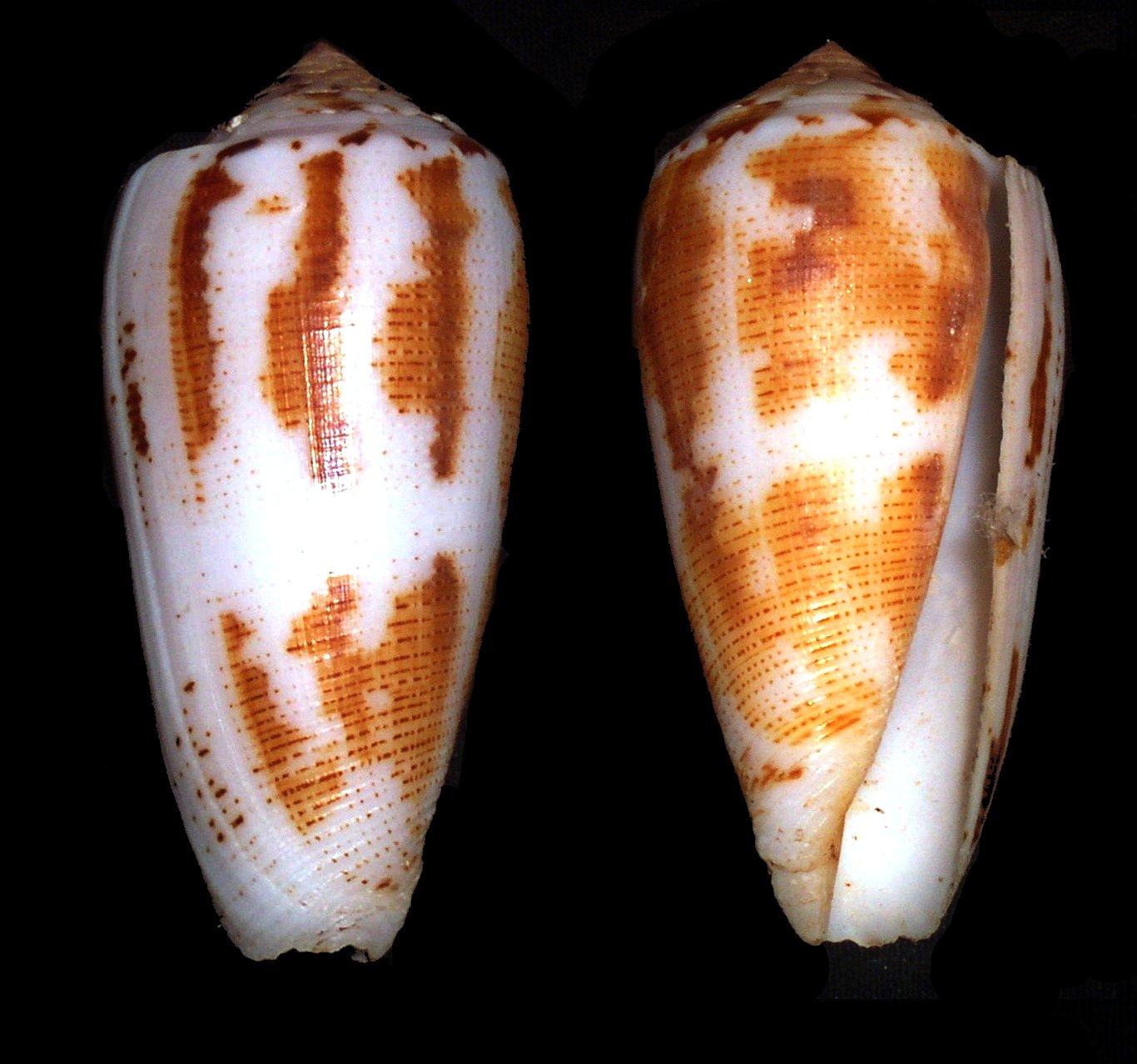
진통제 ω-코노톡신(지코노타이드)은 바다 달팽이에서 유래한 천연물이다

천연물은 육상식물, 해양생물 혹은 미생물의 배양액에서 추출한다. 이와 같은 다양한 원천에서부터 얻은 추출물(crude extracts)에는 해당 원천이 처한 자연환경의 다종 다양성을 반영하는 다양한 천연물이 포함되어 있다. 자연계에서 화학 물질의 다양성은 생물학적 다양성(biodiversity)이나 생태계 다양성에 기반하게 된다. 따라서 연구자들은 다양한 환경에서 신약 개발(drug discovery)이나 생물학적 검정(bioassays)에 필요한 시료(試料, sample)를 얻기 위하여 노력한다.

## 의료 용도
천연물은 질병 치료에 효과적인 약리적 활성 성분을 가지고 있으며, 많은 전통 의약품들의 주요 성분이 된다. 또한, 효능 및 안전성이 입증된 천연물을 의학적 선별검사(screening)를 통해 합성하고 화학 구조가 유사한 유사체를 제조할 수 있다. 천연물은 종종 신약 개발의 출발점이 되기도 하고, 천연물 성분은 수많은 약을 발견하고 개발하려는 노력에 영감을 주어 결국 미국 식품의약국에 의해 신약으로 승인을 받았다.

### 전통 의학
원주민과 고대 문명인들은 다양한 식물과 동물들을 실험하여 그 효과를 알아냈다. 드문 사례로, 치료자(샤먼) 또는 무당은 시행착오를 통해 전통적인 한약 및 아유르베다(인도의 고대 의학·장수법)와 같은 관습에서 세대를 거쳐 전달된 생약에 대한 지식과 치료 효과를 제공하는 몇 가지 소스(sources)를 발견했다. 우리나라와 중국, 일본 등에서는 천연물을 그대로 쓰거나 성질을 바꾸지 않는 정도로 가공하여 전통적인 방법으로 조제해 사용하기도 하는데 이를 생약(crude drug)이라고 한다. 생약의 종류로는 사향, 웅담, 서각, 초근목피, 악마의 발톱(천수근) 등이 있다.

### 천연물 유래 의약품
현재 처방된 다수의 약품들은 천연물에서 직접 추출하거나 자연 제품에서 영감을 얻었다. 몇 가지 대표적인 예가 아래에 나와 있다.
가장 오래된 천연 의약품 중 일부는 진통제이다. 합성 유도체 아세틸살리실산(아스피린)은 오늘날 진통제로 널리 사용된다. 버드나무의 껍질은 오래 전부터 통증을 완화시키는 것으로 알려져 왔으며 아스피린 제조에 쓰인다. 이는 자연산 살리신이 살리실산으로 가수 분해될 수 있기 때문이다. 작용 메카니즘은 사이클로옥시게나제(cyclooxygenase, 이하 COX) 효소의 억제이다.
주목할만한 다른 예시는 양귀비속 양귀비의 유액에서 추출되는 아편이다. 아편의 가장 강력한 마약 성분은 아편유사제수용체로서 작용하는 알칼로이드 모르핀이다. 가장 최근의 예는 바다 달팽이의 한 종류인 청자고둥과(Conus magus)의 콘달팽이 독소(ω-코노톡신 MVIIA)를 기반으로 한 N형 칼슘 채널 차단제 지코노타이드 진통제이다.
상당수의 항균제 즉, 항감염약(抗感染藥, anti-infectives)은 천연물을 기반으로 한다. 첫번째 항생제인 페니실린은 Penicillium 형에서 분리되었다. 페니실린 및 관련 베타-락탐은 세포벽을 형성하는 펩티도글리칸(peptidoglycan)을 교차 연결하기 위해 세균이 필요로 하는 DD- 트랜스펩티다제 효소를 억제함으로써 작용한다.
몇몇 천연물 의약품은 세포 골격의 구성 요소인 튜불린을 표적으로 한다. 이들은 통풍을 치료하기 위해 사용되는 콜키쿰(추수선)에서 분리된 튜불린 중합 억제제 콜히친을 포함한다.
콜히친은 아미노산인 페닐알라닌과 트립토판으로 생합성된다. 파클리탁셀(Paclitaxel, PTX)은 튜불린 중합 안정제, 항암제 등 화학 요법 약물로 사용되며, 전이성 및 진행성 위암 치료제, 난소암 및 폐암의 1차 요법제, 전이성 난소암 및 유방암의 2차 요법제로 널리 활용된다.
파클리탁셀은 태평양주목(Taxus brevifolia)에서 분리된 테르페노이드 천연물인 탁솔의 다른 이름이다.
콜레스테롤을 낮추고 고지혈증을 치료하기 위해 광범위하게 사용되는 약물은 상품명 리피토로 잘 알려진 스타틴 계열의 HMG-CoA 환원효소 억제제 아토바스타틴이다. 이들은 메바스타틴에서 추출한 대사물질에서 생성되었다.
다수의 천연물 의약품은 고혈압과 울혈성 심부전을 치료하는 데 사용된다. 여기에는 안지오텐신 전환효소 억제제인 캡토프릴이 포함된다. 캡토프릴은 하라라카 살모사(Bothrops jararaca, Brazilian pit viper)의 독에서 분리한 펩티드성 브라디키닌(bradykinin) 강화 인자를 기반으로 한다. 유럽무당개구리(Bombina bombina, European fire-bellied toad)의 독인 봄베신은 소화기 계통의 치료제 개발에 쓰인다.

### 요소 제한 및 사용
수많은 난관들로 인해 신약 개발을 위한 천연물의 사용이 제한되었고, 21세기 들어 제약사들이 보다 짧은 시간에 정제할 수 있는 순수 합성 화합물의 고속처리 무결점 선별검사(high-throughput screening)에 더 많은 투자를 하는 결과를 가져왔다.
생물학적 활성을 평가할 때, 천연물로부터의 신약 개발을 위한 미생물, 식물종 및 곤충의 생물자원은 여전히 풍부하다.
엄청나게 많은 숫자의 박테리아와 해양 미생물 및 해양 천연물이 아직 공개되지 않았다.

## 같이 보기
- 생약학